# 全羅南道 (日本統治時代)
全羅南道（ぜんらなんどう、チョルラナムド）は、日本統治時代の朝鮮の行政区画の一つ。現在の大韓民国の全羅南道、済州特別自治道及び光州広域市を合わせた地域にあたる。道庁所在地は光州。

## 概要
朝鮮西南部、全羅道地方の南部。南方の海上に浮かぶ済州島もその領域とする。北は全羅北道、東は慶尚南道と接する。

## 人口
昭和11年現住戸口調査より
- 総人口　2,416,341人
  - 内訳
    - 内地人　44,154人
    - 朝鮮人　2,370,853人
    - その他　1,334人

## 行政区分
昭和20年（1945年）当時

### 府
- 光州府
- 木浦府

### 郡
- 光山郡
  - 松汀邑、孝池面、石谷面、芝山面、飛鴉面、河南面、林谷面、東谷面、大村面、西倉面、極楽面、瑞坊面
- 潭陽郡
  - 潭陽邑、鳳山面、月山面、金城面、龍面、武貞面、昌平面、古西面、南面、大徳面、水北面、大田面
- 谷城郡
  - 谷城面、梧谷面、三岐面、石谷面、木寺洞面、竹谷面、古達面、玉果面、立面、兼面、火面
- 求礼郡
  - 求礼面、艮田面、文尺面、土旨面、馬山面、光義面、龍方面、山洞面
- 光陽郡
  - 光陽面、玉龍面、骨若面、玉谷面、津上面、津月面、多鴨面
- 麗水郡
  - 麗水邑、双鳳面、三日面、召羅面、栗村面、華陽面、突山面、南面、華井面、三山面
- 順天郡
  - 順天邑、海龍面、西面、黄田面、月灯面、双巌面、住巌面、松光面、外西面、楽安面、別良面、道沙面、上沙面
- 高興郡
  - 高興面、豊陽面、道陽面、錦山面、道化面、浦頭面、蓬莱面、占岩面、過駅面、南陽面、東江面、大西面、豆原面
- 宝城郡
  - 宝城邑、筏橋邑、蘆洞面、弥力面、兼白面、栗於面、福内面、文徳面、鳥城面、得粮面、会泉面、熊峙面
- 和順郡
  - 和順面、寒泉面、春陽面、清豊面、梨陽面、綾州面、道谷面、道巌面、二西面、北面、同福面、南面、東面
- 長興郡
  - 長興邑、南面、冠山面、大徳面、安良面、長東面、長平面、有治面、夫山面
- 康津郡
  - 康津邑、郡東面、七良面、大口面、道岩面、城田面、鵲川面、兵営面、晻川面
- 海南郡
  - 海南面、三山面、花山面、県山面、松旨面、北平面、玉泉面、渓谷面、馬山面、黄山面、山二面、門内面、花源面
- 霊岩郡
  - 霊岩面、徳津面、金井面、新北面、始終面、都浦面、郡西面、西湖面、鶴山面、美岩面、三湖面
- 務安郡
  - 二老面、三郷面、一老面、夢灘面、清渓面、錦城面、玄慶面、望雲面、海際面、智島面、荏子面、慈恩面、飛禽面、都草面、黒山面、荷衣面、長山面、安佐面、巌泰面、押海面
- 羅州郡
  - 羅州邑、栄山浦邑、細枝面、旺谷面、潘南面、公山面、洞江面、多侍面、文平面、三道面、本良面、平洞面、老安面、金川面、山浦面、南平面、茶道面、鳳凰面
- 咸平郡
  - 咸平面、孫仏面、新光面、鶴橋面、厳多面、大洞面、羅山面、海保面、月也面
- 霊光郡
  - 霊光面、大馬面、畝良面、仏甲面、郡西面、郡南面、塩山面、白岫面、法聖面、弘農面、蝟島面、落月面
- 長城郡
  - 長城邑、珍原面、南面、東化面、森西面、森渓面、黄龍面、西三面、北一面、北二面、北上面、北下面
- 莞島郡
  - 莞島邑、郡外面、薪智面、古今面、金日面、青山面、所安面、蘆花面
- 珍島郡
  - 珍島面、郡内面、古郡面、義新面、臨淮面、智山面、鳥島面

### 島
- 済州島
  - 済州邑、涯月面、翰林面、大静面、安徳面、中文面、西帰面、南元面、表善面、城山面、旧左面、朝天面、楸子面

## 歴代全羅南道知事（道長官を含む）
1919年8月以前は「全羅南道長官」。
| 氏名                          | 在任期間                       | 備考                                               |
| ----------------------------- | ------------------------------ | -------------------------------------------------- |
| 能勢辰五郎（のせ たつごろう） | 1910年10月1日 - 1911年5月15日  | 全羅南道長官、死去。元オタワ総領事、初代シカゴ領事 |
| 工藤英一（くどう えいいち）   | 1911年5月24日 - 1916年3月28日  |                                                    |
| 宮木又七（みやぎ またしち）   | 1916年3月28日 - 1919年9月26日  | 1919年8月より全羅南道知事                          |
| 亥角仲蔵（いすみ なかぞう）   | 1919年9月26日 - 1921年8月5日   |                                                    |
| 元応常（ウォン・ウンサン）    | 1921年8月5日 - 1924年12月1日   |                                                    |
| 張憲植（チャン・ホンシク）    | 1924年12月1日 - 1926年8月14日  |                                                    |
| 石鎮衡（ソク・ジンヒョン）    | 1926年8月14日 - 1929年1月19日  |                                                    |
| 金瑞圭（キム・ソギュ）        | 1929年1月19日 - 1929年12月11日 |                                                    |
| 馬野精一（うまの せいいち）   | 1929年12月11日 - 1931年9月23日 |                                                    |
| 矢島杉造（やじま うぎぞう）   | 1931年9月23日 - 1935年2月20日  |                                                    |
| 近藤常尚（こんどう つねたか） | 1935年2月20日 - 1936年6月29日  |                                                    |
| 松本伊織（まつもと いおり）   | 1936年7月6日 - 1937年7月3日    |                                                    |
| 新貝肇（しんがい はじめ）     | 1937年7月3日 - 1940年9月2日    |                                                    |
| 武永憲樹（たけなが かずき）   | 1940年9月2日 - 1943年9月30日   | 厳昌燮（オム・チャンソプ）で改名                   |
| 兵頭儁（ひょうどう まさる）   | 1943年9月30日 - 1945年5月20日  |                                                    |
| 八木信雄（やぎ のぶお）       | 1945年5月20日 -                | 日本統治下最後の知事                               |

## 法院（裁判所）
昭和16年（1941年）当時
- 光州地方法院
- 光州地方法院順天支庁
- 光州地方法院木浦支庁
- 光州地方法院長興支庁
- 光州地方法院済州支庁

## 刑務所
昭和16年（1941年）当時
- 光州刑務所
- 木浦刑務所

## 警察
昭和2年（1927年）当時
- 全羅南道警察部
  - 光州警察署
  - 木浦警察署
  - 潭陽警察署
  - 谷城警察署
  - 求礼警察署
  - 光陽警察署
  - 麗水警察署
  - 順天警察署
  - 高興警察署
  - 宝城警察署
  - 和順警察署
  - 長興警察署
  - 康津警察署
  - 海南警察署
  - 霊岩警察署
  - 羅州警察署
  - 咸平警察署
  - 霊光警察署
  - 長城警察署
  - 珍島警察署
  - 済州警察署

### 憲兵警察制度下における憲兵部隊
大正4年（1915年）当時
- 光州憲兵隊
  - 長城憲兵分隊
  - 栄山浦憲兵分隊
  - 長興憲兵分隊
  - 順天憲兵分隊
  - 和順憲兵分隊

## 税務
昭和16年（1941年）当時

### 税務署
- 光州税務署
- 木浦税務署
- 順天税務署

## 気象
昭和17年（1942年）当時
- 済州測候所
- 木浦測候所
- 光州測候所

## 医療
昭和16年（1941年）当時
- 小鹿島更生園

## 高等教育機関
- 光州医学専門学校

## 鉄道
昭和20年（1945年）の路線

### 総督府鉄道
- 湖南線
- 全羅線
- 慶全線
- 光州線

## 道路
昭和2年（1927年）当時

### 一等道路
- 京城木浦線
- 光州法聖浦線
- 羅州海南線
- 霊岩長興線
- 馬山左水営線

### 二等道路
- 全州麗水線
- 光州安養線
- 光州宝城線
- 光州順天線

## 港湾
昭和6年（1931年）当時

### 開港
- 木浦港

### 地方港
- 法聖浦港
- 麗水港
- 山地港
- 城山浦港
- 西帰浦港
- 桂馬里港
- 右水営港
- 於蘭鎮港
- 莞島港
- 豊南港
- 筏橋港
- 金寧港
- 朝天港
- 翰林港
- 表善港

## 鉱山
- 光陽鉱山（金・銀・銅）

## 神社
- 光州神社
- 松島神社
- 順天神社
- 羅州神社
- 東山神社
- 栄山浦神社
- 小鹿島神社
- 麗水神社
- 松汀神社
- 潭陽神社

## 企業
道内に本社を有する資本金50万円以上の企業である（昭和15年・1940年当時）

### 農林水産業
- 全南殖産
- 福田農事
- 国武農場

- 高瀬農場
- 鶴坡農場
- 又松農場

- 宝城興業
- 鮮一拓産
- 栄和農場
- 篠埜農園

### 鉱業
- 鶏林鉱業
- 順天産業

### 製造業
- 朝鮮棉花
- 全南道是製糸
- 全南棉花
- 本田繰棉工場
- 朝鮮寒天海藻
- 朝鮮重工業
- 朝鮮レーヨン

### 運輸業
- 晃陽汽船
- 全南日之出自動車

### 卸売小売業
- 樋口商店
- 全南産業
- 朝鮮薄荷

### 不動産業
- 金谷商会

- 三光土地

## マスメディア

### ラジオ放送局
昭和20年（1945年）8月当時
- 朝鮮放送協会光州放送局（呼出符号：JBHK）
- 朝鮮放送協会木浦放送局（呼出符号：JBNK）

### 日本語新聞
昭和16年（1941年）当時
- 木浦新報
- 光州日報

## 出身有名人
この時代に生まれ育つか、または活躍した者を掲載
- 宋鎮禹（独立運動家）
- 金大中（大韓民国第15代大統領）
- 梁石日[要出典]（作家）
- 衛藤征士郎(政治家・自民党所属)
- 朴智元（政治家・元大統領秘書室長、文化観光部長官）